# Humpatella severini
Humpatella severini är en insektsart som beskrevs av Bolívar, I. 1904. Humpatella severini ingår i släktet Humpatella och familjen Pyrgomorphidae. Inga underarter finns listade i Catalogue of Life.